# Vigilante (serie de televisión)
The Watcher (en español: Vigilante) es una serie de televisión original de Netflix de 2022 creada por Ryan Murphy e Ian Brennan. La serie sigue la historia real de una pareja casada que, después de mudarse a la casa de sus sueños en Nueva Jersey, es acosada a través de cartas firmadas por un acosador llamado The Watcher (El Vigilante).
Se estrenó el 13 de octubre de 2022. A pesar de ser concebida inicialmente como una miniserie, el 7 de noviembre de 2022 se confirmó que se estrenará una segunda temporada.

## Reparto y personajes

### Principales
- Naomi Watts como Nora Miller Brannock[5]
- Bobby Cannavale como Dean Brannock
- Mia Farrow como Pearl Winslow
- Noma Dumezweni como Theodora Birch
- Joe Mantello como William "Bill" Webster / John Graff
- Richard Kind como Mitch
- Terry Kinney como Jasper Winslow
- Henry Hunter Hall como Dakota
- Isabel Gravitt como Eleanor "Ellie" Brannock
- Luke David Blumm como Carter Brannock
- Margo Martindale como Maureen "Mo"
- Jennifer Coolidge como Karen Calhoun[6]
- Christopher McDonald como Det. Rourke Chamberland

### Recurrentes
- Michael Nouri como Roger Kaplan
- Danny Garcia como Steve
- Seth Gabel como Andrew Pierce
- Susan Merson como Tammy
- Seth Barrish como Jack
- Michael Devine como Christopher
- Stephanie Kurtzuba como Helen Graff
- Matthew Del Negro como Darren Dunn
- Jeffrey Brooks como un oficial de policía
- Patricia Black como Marjorie
- Kate Skinner como Patricia "Trish"
- Anthony Bowden como un joven Roger
- Pamela Dunlap como Carol Flanagan
- Brittany Bradford como Nina
- Jeff Hiller como el terapista

## Episodios
| N.º | Título                 | Dirigido por   | Escrito por                                          | Fecha de lanzamiento original |
| --- | ---------------------- | -------------- | ---------------------------------------------------- | ----------------------------- |
| 1   | «Bienvenidos, amigos»  | Ryan Murphy    | Ryan Murphy e Ian Brennan                            | 13 de octubre de 2022         |
| 2   | «Sacrificio de sangre» | Paris Barclay  | Ryan Murphy e Ian Brennan                            | 13 de octubre de 2022         |
| 3   | «Götterdämmerung»      | Ryan Murphy    | Ryan Murphy e Ian Brennan                            | 13 de octubre de 2022         |
| 4   | «Alguien vigila»       | Paris Barclay  | Ryan Murphy e Ian Brennan                            | 13 de octubre de 2022         |
| 5   | «La navaja de Ockham»  | Jennifer Lynch | Ryan Murphy e Ian Brennan                            | 13 de octubre de 2022         |
| 6   | «El crepúsculo»        | Max Winkler    | Reilly Smith e Ian Brennan                           | 13 de octubre de 2022         |
| 7   | «El tormento»          | Jennifer Lynch | Ryan Murphy, Reilly Smith, Todd Kubrak e Ian Brennan | 13 de octubre de 2022         |